# Nicholas Bishop
Pour les articles homonymes, voir Bishop.
Nicholas Bishop, est un acteur australo-britannique, né le 19 septembre 1973 à Swindon, Royaume-Uni.
Il a été marié avec Claire Smith de 2006 à 2019. Il a une relation avec Jes Macallan.
Il est surtout connu pour ses rôles à la télévision en tant que détective Peter Baker dans Summer Bay (2004 à 2007) et Peter Dunlop dans Body of Proof (2011 à 2012).

## Biographie

### Enfance et formation
Nicholas Bishop est né à Swindon, en Angleterre. Ses parents ont émigré en Australie quand il avait six mois et la famille s'installe à Canberra, la capitale de l'Australie. Son père était un diplomate, ancien officier de l'armée britannique. Enfant, Nicholas Bishop était élève au Radford College à Canberra.
Il a obtenu un diplôme en arts de la scène en 1996 au National Institute of Dramatic Art (NIDA), en Australie. Il a ensuite enseigné le métier d'acteur dans cette même école.

### Carrière
Bishop est plus connu pour son rôle pendant trois saisons en tant que détective Peter Baker dans le feuilleton australien Summer Bay (Home and Away). En 2002, Nicholas Bishop est apparu dans le film Walking On Water, acclamé par la critique australienne. Il a également joué pour la télévision australienne dans les séries Past Life, Les Arnaqueurs VIP, Hartley, cœurs à vif, Brigade des mers et Farscape, ou encore Blue Heelers, McLeod's Daughters, White Collar Blue et All Saints qui n'ont pas été diffusées en France.
Il a également joué dans plusieurs films australiens qui ont été plutôt bien reçus par les critiques locales. En 2011, il est guest-star dans un épisode de la série américaine La Diva du divan (Necessary Roughness).
De 2011 à 2013, il joue le rôle de l'enquêteur Peter Dunlop, auprès du médecin légiste Megan Hunt dans les deux premières saisons de la série américaine Body of Proof.
En 2014, il a également joué le rôle de Ryan McQuaid dans la saison 5 de la série télévisée américaine Covert Affairs.
Depuis 2015, il joue dans la série télévisée Dominion.

## Filmographie

### Télévision
- 1999 : Brigade des mers : Shane Bookman
- 1999 : Hartley, cœurs à vif : Louie
- 2001 : Blue Heelers (en) : Nigel Kellett
- 2001 : Farscape : Ghebb Dellos
- 2002 : All Saints (série télévisée) (en) : Nicholas Carroll
- 2003 : White Collar Blue (en) : Lachlan Shaw (5 épisodes)
- 2004 - 2007 : Summer Bay : Peter Baker
- 2007 : Les Arnaqueurs VIP : Plummy
- 2008 : Le Ranch des McLeod (McLeod's Daughters) : Russ Conners
- 2010 : Past Life : Price Whatley
- 2011 - 2012 : Body of Proof : Peter Dunlop
- 2013 : NCIS : Los Angeles : David Inman
- 2014 : La Diva du divan : Griffin Page
- 2014 : Covert Affairs : Ryan McQuaid
- 2015 : Dominion : Gates Foley
- 2017 : Snowfall (série télévisée) : James Ballard
- 2020 : Industry (série télévisée)

### Cinéma
- 2002 : Walking on Water : Franck
- 2023 : Jesus Revolution de Jon Erwin : Dick